# 易县清真寺
易县清真寺，位于中国河北省保定市易州镇，为保定市易县的一个省级文物保护单位，类型为古建筑，公布时间为1993年7月15日。
易县清真寺的历史年代为明、清。